# Liste der Senioren der Ernestiner
Die Liste der Senioren der Ernestiner enthält die Inhaber des Seniorats, also die jeweils ältesten lebenden Herzöge der ernestinischen Staaten bzw. Prinzen der ernestinischen Linie des Hauses Wettin.

## Geschichte
Die Ernestiner sind eine im 15. Jahrhundert entstandene Linie des Hauses Wettin, die ihre Ländereien vor allem im heutigen Thüringen besaß und sich in weitere Linien aufspaltete. Sie befolgten zunächst keine Primogeniturordnung, sondern hielten häufig bis ins 18., teils sogar bis ins frühe 19. Jahrhundert an einem – bei den Wettinern schon damals mit langer Tradition behafteten – kollektiven Erbrecht sämtlicher vorhandener Söhne fest. Da diese sich oftmals nicht einigen konnten, führte das im 16. und 17. Jahrhundert zu zahlreichen Realteilungen in Form von Landesteilungen. Um dennoch gemeinsame Interessen effizient vertreten zu können, bestimmten die Ernestiner per Hausgesetz die Anwendung des Senioratsprinzips – unter Brüdern, wenn es um die Regierung eines einzelnen Herzogtums ging, aber auch unter weit voneinander entfernten Vettern für die Ernestiner als Ganzes. Danach hatte jeweils der älteste lebende Fürst der ernestinischen Herzogtümer das Direktorium bzw. das Seniorat des ernestinischen Gesamthauses inne, also aller ernestinischer Linien; der nächstälteste wurde als Subsenior bezeichnet.
Unmittelbarer Auslöser zur Einführung des Prinzips war die Ernestinische Teilung von 1640, bei der Sachsen-Gotha und Sachsen-Eisenach von Sachsen-Weimar abgetrennt wurden. Die drei Herzöge und Brüder Ernst von Sachsen-Gotha, Albrecht von Sachsen-Eisenach und Wilhelm von Sachsen-Weimar einigten sich per Rezess vom 9. April 1640 und daraufhin per Vertrag vom 12. September 1641. Darin wurde fortan unabhängig vom Alter der einzelnen Linien der jeweils älteste regierende Herzog, zunächst also Wilhelm, mit der Übernahme des Direktoriums des ernestinischen Gesamthauses auf Lebenszeit beauftragt. Dies geschah entsprechend jener Bestimmungen, die bereits seit dem 16. März 1629 für den Fall mehrerer erbberechtigter Nachkommen hausintern verabredet waren. Konkret hieß es: „Zum Sechsten soll […] allezeit der älteste Herr Bruder, oder auch ins künftige uf begebende Fälle der älteste Herr Vetter, ohne einigen Unterschied der Linien, wie dieselbe in dem zwischen Uns allerseits den 19. Mart. Ao. 1629 zu Weimar aufgerichteten Hauptvertrag […] beschrieben wird, nemlich jezt zu Anfang Wir, Herzog Wilhelm, […] das Directorium führen.“
Der Direktor bzw. Senior hatte in gemeinsamen Beratungen den Vorsitz. Er führte die gemeinschaftlichen Geschäfte der ernestinischen Linien, betreffend gemeinsame Angelegenheiten beim Heiligen Römischen Reich und beim Obersächsischen Reichskreis, die Universität Jena, den Schöppenstuhl und das Hofgericht in Jena, aber auch in Sachen gemeinschaftlicher Schulden oder Gefahrenlagen. Allerdings hatte der Inhaber des Seniorats bzw. Direktoriums keine selbständigen Entscheidungsrechte, sondern lediglich einen Vorrang: In wichtigen Sachen siegelten und unterschrieben alle regierenden Herzöge weiterhin für sich, übrige gemeinsame Beschlüsse wie bspw. Landtagsabschiede und bis 1687 im Postwesen unterschrieb der Senior allein. Als Ausgleich erhielt der jeweilige Senior das bis 1706 als Direktorialamt bezeichnete, bis 1821 in dieser Form bestehende Senioratsamt Oldisleben mit seinen Einkünften. Ab dem 1. Februar 1668 – per Vertrag zwischen Sachsen-Weimar und Ernst von Sachsen-Gotha, der sechs Jahre zuvor zum Senior geworden und Stifter einer eigenen Linie war, – besaß er dort volle landeshoheitliche Rechte mit Ausnahme des Besteuerungsrechts, das weiterhin Sachsen-Weimar oblag. Durch das hohe Alter des jeweiligen Seniors und dessen nur noch geringe Lebenserwartung wechselten die Amtsinhaber relativ oft.
Eine Rolle spielte das Seniorat bei einigen Rechtsstreitigkeiten. Als es am Anfang des 17. Jahrhunderts zwischen dem Älteren Haus Sachsen-Altenburg und dem Haus Sachsen-Weimar um Nachfolgeansprüche auf die Mitte des 16. Jahrhunderts an die Albertiner verlorene Kurwürde ging, konnte selbst ein kaiserlicher Schiedsspruch das Problem nicht lösen, weil sich die Altenburger als ältere Linie auf die Primogenitur beriefen, die Weimarer jedoch auf das höhere Alter ihres regierenden Herzogs Johann Ernst I. (1594–1626) gegenüber Johann Philipp von Sachsen-Altenburg (1597–1639). Nach dem Aussterben des Älteren Hauses Sachsen-Altenburg 1672 konnte Ernst von Sachsen-Gotha auch in seiner Funktion als damaliger Inhaber des Seniorats sowie als Mann der Prinzessin Elisabeth Sophia von Sachsen-Altenburg durchsetzen, dass er drei Viertel des Herzogtums Sachsen-Altenburg erbte, während nur ein Viertel an Sachsen-Weimar fiel. Nach Ernsts Tod wurde 1680 beim Gothaer Hauptrezess sein Herzogtum Sachsen-Gotha-Altenburg verkleinert und zerstückelt, weshalb in der Folge für das Seniorat nicht mehr die Vertreter von nur zwei, sondern von mehr als fünf Linien in Frage kamen. Bis zur Einführung einer entsprechenden Sonderregelung am 31. Mai 1704 wirkte sich das Seniorat auch auf die Reihenfolge der Stimmabgabe beim Immerwährenden Reichstag in Regensburg aus.
Bis zum 17. August 1706 konnten nur regierende Herzöge der Senior der Ernestiner werden, danach alle männlichen Mitglieder des Gesamthauses, also auch apanagierte Prinzen. Nach dem Tod des Herzogs Bernhard I. von Sachsen-Meiningen wurde am 18. November bzw. 18. Dezember 1706 das Direktorium aufgehoben, da sich durch die Einführung von Primogeniturordnungen das Erbfolgerecht in den ernestinischen Herzogtümern (mit Ausnahme Sachsen-Meiningens) verändert hatte. Lediglich die Rechte im Senioratsamt Oldisleben sowie das Recht, für noch nicht volljährige Herzöge die Vormundschaft auszuüben, blieben bestehen. Dabei hatte sich eingebürgert, dass die Erben eines verstorbenen Seniors die Einkünfte aus dem Seniorat nicht nur, wie anfangs üblich, noch das halbe Jahr nach dessen Tod, sondern ein gesamtes sogenanntes „Nachsitzjahr“ genießen konnten. Der damalige Senior der Ernestiner, Herzog Friedrich Wilhelm von Sachsen-Meiningen, stiftete 1732 den Senioratsorden.
Als 1773 mit Joseph Friedrich von Sachsen-Hildburghausen erstmals kein regierender Herzog, sondern ein apanagierter Prinz sein Erbe als Hausältester antreten wollte, musste er sein seit 1706 festgeschriebenes Recht auf das Senioratsamt erst beim Reichshofrat einfordern. In der Zeit von Friedrich Josias von Sachsen-Coburg-Saalfeld, also während der Ära Napoleon Bonapartes und des Rheinbundes, soll der Jahresertrag des Senioratsamts bei 2000 Talern gelegen haben. Der Arnstädter Hausvertrag vom 10. Oktober 1821 hob das Senioratsamt auf. Es ging dabei an Sachsen-Weimar-Eisenach über und die damaligen vier weiteren ernestinischen Linien Sachsen-Coburg-Saalfeld, Sachsen-Gotha-Altenburg, Sachsen-Meiningen und Sachsen-Hildburghausen erhielten eine Abfindung. Im Verlauf von 180 Jahren hatten 20 Personen das Senioratsamt inne. Nach Auflösung des Senioratsamts bekam der Senior eine jährliche Rente, die Sachsen-Weimar zur Last fiel und deren Höhe von den regierenden Herren des Hauses festgelegt wurde.
Gleichwohl war das Seniorat weiter in gewissen Belangen von Bedeutung: Nachdem 1825 das Haus Sachsen-Gotha-Altenburg erloschen und das entsprechende Herzogtum Sachsen-Gotha-Altenburg aufzuteilen war, drängte Herzog Friedrich von Sachsen-Hildburghausen als damaliger Senior der drei erbberechtigten Linien auf gleiche Erbteilung, hingegen berief sich Bernhard II. von Sachsen-Meiningen als ältester Agnat auf die Primogenitur. Erst der komplizierte Teilungsvertrag zu Hildburghausen von 1826, der an der Residenz des Seniors auszuhandeln war und unter Vermittlung des gesamtwettinischen Seniors König Friedrich August I. von Sachsen (1750–1827) zu Stande kam, löste das Problem. In den Verfassungen der Herzogtümer Sachsen-Altenburg und Sachsen-Meiningen war darüber hinaus festgeschrieben, dass der älteste Regierende des sächsischen Gesamthauses das Recht hatte, den minderjährigen, aber zumindest 18-jährigen Herzog des Landes unter Zustimmung der bisherigen Vormundschaft und Regentschaft für volljährig zu erklären, schon bevor er mit Vollendung des 21. Lebensjahres automatisch volljährig wird. Ferner enthielt das Hausgesetz von Sachsen-Coburg und Gotha aus dem Jahr 1855 noch Regelungen zur Oldislebener Senioratsstiftung, über die nun der hausinterne Senior in Abstimmung mit dem regierenden Herzog verfügen konnte.
Allerdings war die Bedeutung des ernestinischen Seniorats ab dem frühen 19. Jahrhundert zurückgegangen, da seit der Erhebung Carl Augusts zum Großherzog im Jahr 1815 der Herrscher von Sachsen-Weimar-Eisenach ranghöher war als die regierenden Herzöge der anderen ernestinischen Linien. So wurde in der Literatur nur noch Friedrich von Sachsen-Hildburghausen bzw. -Altenburg als Senior herausgehoben, auch wenn er bereits nicht mehr in den Besitz des Senioratsamts Oldisleben kam. Bei den nachfolgenden Hausältesten Herzog Joseph von Sachsen-Altenburg (1789–1868), Herzog Bernhard II. von Sachsen-Meiningen (1800–1882), Herzog Ernst II. von Sachsen-Coburg und Gotha (1818–1893), Großherzog Carl Alexander von Sachsen-Weimar-Eisenach (1818–1901), Prinz Eduard von Sachsen-Weimar-Eisenach (1823–1902) sowie Herzog Georg II. von Sachsen-Meiningen (1826–1914) war die Rolle als Senior nur noch theoretischer Natur.
Ähnliche Senioratsregelungen hatte es auch bei anderen mitteldeutschen Geschlechtern gegeben, die in mehreren Staaten zugleich die Fürsten stellten, so bei den Askaniern (u. a. die Fürstentümer Anhalt-Bernburg und Anhalt-Köthen), den Schwarzburgern (Fürstentümer Schwarzburg-Rudolstadt und Schwarzburg-Sondershausen) sowie im Haus Reuß (Fürstentümer Reuß älterer Linie und Reuß jüngerer Linie). Auch im mittelalterlichen Polen gab es einen Seniorherzog.

## Senioren der Ernestiner
| Bild | Name (Lebensdaten)                                         | Haus (Fürstentum)                         | Zeitraum  | Anmerkungen |
| ---- | ---------------------------------------------------------- | ----------------------------------------- | --------- | --- |
|      | Wilhelm (* 21. April 1598; † 27. Mai 1662)                 | Weimar (Sachsen-Weimar)                   | 1640–1662 | Sein Seniorat war das längste (22 Jahre). |
|      | Ernst I. (* 25. Dezember 1601; † 26. März 1675)            | Gotha-Altenburg (Sachsen-Gotha-Altenburg) | 1662–1675 | Bruder seines Amtsvorgängers. |
|      | Johann Ernst II. (* 11. September 1627; † 15. Mai 1683)    | Weimar (Sachsen-Weimar)                   | 1675–1683 | Neffe seines Amtsvorgängers, Sohn Wilhelms von Sachsen-Weimar. |
|      | Johann Georg I. (* 12. Juli 1634; † 19. September 1686)    | Eisenach (Sachsen-Eisenach)               | 1683–1686 | Bruder seines Amtsvorgängers. |
|      | Friedrich I. (* 15. Juli 1646; † 2. August 1691)           | Gotha-Altenburg (Sachsen-Gotha-Altenburg) | 1686–1691 | Cousin ersten Grades seines Amtsvorgängers, Sohn Ernsts I. von Sachsen-Gotha-Altenburg. Er war bei Amtsantritt der jüngste aller ernestinischen Senioren (40-jährig). Zudem starb er als der jüngste Senior der Ernestiner (45-jährig). |
|      | Albrecht (* 24. Mai 1648; † 6. August 1699)                | Coburg (Sachsen-Coburg)                   | 1691–1699 | Bruder seines Amtsvorgängers. |
|      | Bernhard I. (* 10. September 1649; † 27. April 1706)       | Meiningen (Sachsen-Meiningen)             | 1699–1706 | Bruder seines Amtsvorgängers. |
|      | Heinrich (* 19. November 1650; † 13. Mai 1710)             | Römhild (Sachsen-Römhild)                 | 1706–1710 | Bruder seines Amtsvorgängers. |
|      | Ernst (* 12. Juli 1655; † 17. Oktober 1715)                | Hildburghausen (Sachsen-Hildburghausen)   | 1710–1715 | Bruder seines Amtsvorgängers. |
|      | Johann Ernst (* 22. August 1658; † 17. Dezember 1729)      | Saalfeld (Sachsen-Saalfeld)               | 1715–1729 | Bruder seines Amtsvorgängers. |
|      | Friedrich II. (* 7. August 1676; † 23. März 1732)          | Gotha-Altenburg (Sachsen-Gotha-Altenburg) | 1729–1732 | Neffe seines Amtsvorgängers, Sohn Friedrichs I. von Sachsen-Gotha-Altenburg. |
|      | Friedrich Wilhelm (* 16. Februar 1679; † 10. März 1746)    | Meiningen (Sachsen-Meiningen)             | 1732–1746 | Cousin ersten Grades seines Amtsvorgängers, Sohn Bernhards I. von Sachsen-Meiningen. Er war bis zum 1707 erfolgten Verzicht auf seine Rechte gegenüber seinem älteren Bruder Ernst Ludwig I. und dessen Nachfahren formell mitregierender Herzog, nach dessen Tod war er an deren Vormundschaft beteiligt. Erst nachdem der letzte von Ernst Ludwigs Söhnen gestorben war, wurde er 1743 gemeinsam mit seinem jüngeren Bruder Anton Ulrich erneut mitregierender Herzog. |
|      | Anton Ulrich (* 22. Oktober 1687; † 27. Januar 1763)       | Meiningen (Sachsen-Meiningen)             | 1746–1763 | Bruder seines Amtsvorgängers. Sein Seniorat war nach jenem des ersten Seniors das zweitlängste (annähernd 17 Jahre). |
|      | Franz Josias (* 25. September 1697; † 16. September 1764)  | Coburg-Saalfeld (Sachsen-Coburg-Saalfeld) | 1763–1764 | Cousin ersten Grades seines Amtsvorgängers, Sohn Johann Ernsts von Sachsen-Saalfeld. |
|      | Friedrich III. (* 24. April 1699; † 10. März 1772)         | Gotha-Altenburg (Sachsen-Gotha-Altenburg) | 1764–1772 | Neffe zweiten Grades seines Amtsvorgängers, Sohn Friedrichs II. von Sachsen-Gotha-Altenburg. |
|      | Joseph Friedrich (* 5. Oktober 1702; † 14. Januar 1787)    | Hildburghausen (Sachsen-Hildburghausen)   | 1772–1787 | Onkel zweiten Grades seines Amtsvorgängers, Sohn Ernsts von Sachsen-Hildburghausen. Er war erster Inhaber des ernestinischen Seniorats, der kein regierender Herzog war. Von 1780 bis zu seinem Tod fungierte er allerdings als Prinzregent Sachsen-Hildburghausens. Er starb als der mit Abstand älteste Senior der Ernestiner (84-jährig). |
|      | Johann Adolf (* 18. Mai 1721; † 29. April 1799)            | Gotha-Altenburg (Sachsen-Gotha-Altenburg) | 1787–1799 | Neffe zweiten Grades seines Amtsvorgängers, Bruder Friedrichs III. von Sachsen-Gotha-Altenburg. |
|      | Ernst Friedrich (* 8. März 1724; † 26. August 1800)        | Coburg-Saalfeld (Sachsen-Coburg-Saalfeld) | 1799–1800 | Cousin zweiten Grades seines Amtsvorgängers, Sohn Franz Josias’ von Sachsen-Coburg-Saalfeld. Sein Seniorat war das kürzeste (16 Monate). Sein Amtsantrittsalter war das höchste aller ernestinischen Senioren (75-jährig). |
|      | Friedrich Josias (* 26. Dezember 1737; † 26. Februar 1815) | Coburg-Saalfeld (Sachsen-Coburg-Saalfeld) | 1800–1815 | Bruder seines Amtsvorgängers. |
|      | Carl August (* 3. September 1757; † 14. Juni 1828)         | Weimar-Eisenach (Sachsen-Weimar-Eisenach) | 1815–1828 | Großneffe vierten Grades (= Enkel eines Cousins dritten Grades) seines Amtsvorgängers, Urururenkel Wilhelms von Sachsen-Weimar. Er war erster Senior aus dem Haus Sachsen-Weimar(-Eisenach) seit mehr als 130 Jahren und nutzte diese Gelegenheit, um das steuerrechtlich ohnehin zu seinem Großherzogtum zählende Senioratsamt Oldisleben mit seinem Staat zu vereinigen.                                                                                               |
|      | Friedrich (* 29. April 1763; † 29. September 1834)         | Altenburg (Sachsen-Altenburg)             | 1828–1834 | Cousin fünften Grades seines Amtsvorgängers, Ururenkel Ernsts von Sachsen-Hildburghausen. |